# Opisthopista sibogae
Opisthopista sibogae är en ringmaskart som beskrevs av Maurice Caullery 1944. Opisthopista sibogae ingår i släktet Opisthopista och familjen Terebellidae. Inga underarter finns listade i Catalogue of Life.